# 斯氏拟管螺
斯氏拟管螺（学名：Hemiphaedusa cecillei）是柄眼目烟管蜗牛科台湾纺锤烟管蜗牛属的一种。

## 型態描述
螺殻標本高32.7mm、宽6.8mm，算是大型貝殻類。

## 分佈與棲息地
本物種目前只見於中国大陆浙江杭州。
棲息於陰暗潮濕、多腐殖質環境的灌木叢、草叢中、石塊、落葉下、樹洞、土石縫隙中、多潮濕的地衣、苔蘚的樹幹、牆壁、岩石上，以地衣、苔蘚、腐殖質及植物嫩芽、嫩葉為食。

## 外部連結
- 維基物種上的相關：斯氏拟管螺